# ジム・レイトン
ジェイムズ・"ジム"・レイトン MBE（James "Jim" Leighton MBE、1958年7月24日 - ）は、スコットランド、ジョンストン出身のサッカー選手。現役時代のポジションはGK。
現役時代は、アバディーン、マンチェスター・ユナイテッド、アーセナル、レディング、ダンディー、シェフィールド、ハイバーニアンでプレーした。
また、代表では4度のFIFAワールドカップ (1982, 1986, 1990, 1998) と1度のUEFA欧州選手権 (1996) のスコットランド代表経験を持つ。

## 来歴

### クラブ
アレックス・ファーガソンが監督をしていたアバディーンでデビューし、3度のリーグ優勝、ウィナーズカップでの優勝等に貢献。アバディーンの黄金期を支え、スコットランド代表にも選ばれる。
1988年にファーガソンが監督をするイングランドのマンチェスター・ユナイテッドに移籍。その後、アーセナル、レディングへのレンタル移籍を経て1992年にダンディーに移籍し、スコティッシュ・プレミアリーグに復帰する。1993年に移籍したハイバーニアンで活躍し、1997年にはアバディーンに復帰。2000年に41歳で現役を引退した。41歳と302日という年齢はスコティッシュ・プレミアリーグの最年長選手記録であった（2007年にアンディ・ミレンによって破られる）。

### 代表
1982年から1998年まで、17年間の間代表を務めた。1982年の東ドイツ戦で代表デビューし、同じ年のワールドカップスペイン大会では出場は無かったがメンバー入りし、1986年のメキシコ大会、1990年のイタリア大会では全試合ゴールを守った。
1996年のEURO96ではアンディ・ゴラムにポジションを譲るも、1998年のワールドカップフランス大会では再び正GKとして全試合ゴールを守った。1998年10月10日のエストニア戦で代表を引退。代表キャップ数91はケニー・ダルグリッシュに次ぐスコットランド代表史上第2位の記録である。

## 代表歴

### 出場大会
- スコットランド代表
  - 1982 FIFAワールドカップ
  - 1986 FIFAワールドカップ
  - 1990 FIFAワールドカップ
  - 1998 FIFAワールドカップ

### 試合数
- 国際Aマッチ 91試合 0得点（1982年-1998年）[1]

| スコットランド代表 | 国際Aマッチ | 国際Aマッチ |
| 年                 | 出場        | 得点        |
| ------------------ | ----------- | ----------- |
| 1982               | 3           | 0           |
| 1983               | 8           | 0           |
| 1984               | 6           | 0           |
| 1985               | 8           | 0           |
| 1986               | 7           | 0           |
| 1987               | 7           | 0           |
| 1988               | 6           | 0           |
| 1989               | 8           | 0           |
| 1990               | 5           | 0           |
| 1991               | 0           | 0           |
| 1992               | 0           | 0           |
| 1993               | 1           | 0           |
| 1994               | 3           | 0           |
| 1995               | 9           | 0           |
| 1996               | 4           | 0           |
| 1997               | 8           | 0           |
| 1998               | 8           | 0           |
| 通算               | 91          | 0           |